# سافمارین
سافمارین (انگلیسی: Safmarine) شرکت کشتیرانی در آفریقای جنوبی است، که در سال ۱۹۴۶ تأسیس شد.